# Rocchetto (filo)

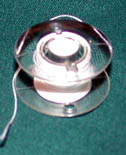
Rocchetto per macchina da cucire

Un rocchetto è un supporto su cui si avvolge il filo che permette di svolgerlo in maniera ordinata. Fa parte di congegni, come la macchina per cucire o il mulinello della canna da pesca, dove il filo deve srotolarsi con regolarità.

## Storia

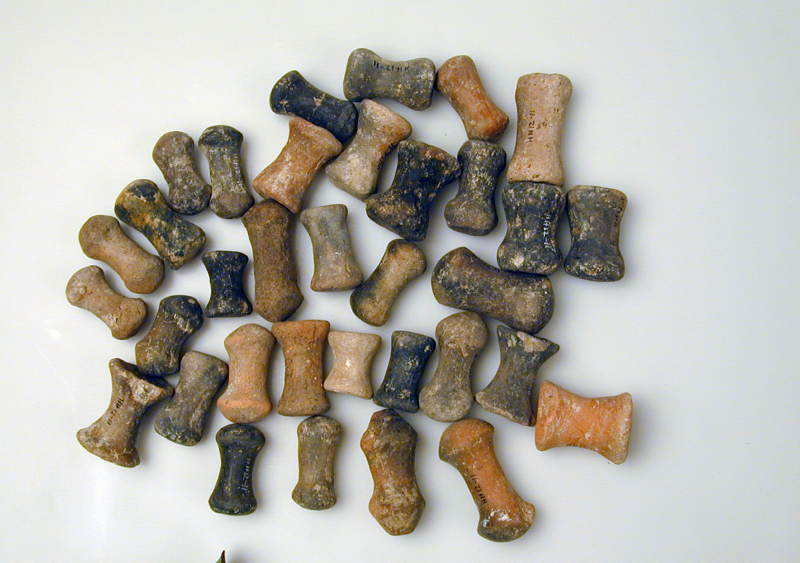
Rocchetti in terracotta risalenti all'VIII sec. a.C. rinvenuti a Roma (Museo nazionale etrusco di Villa Giulia

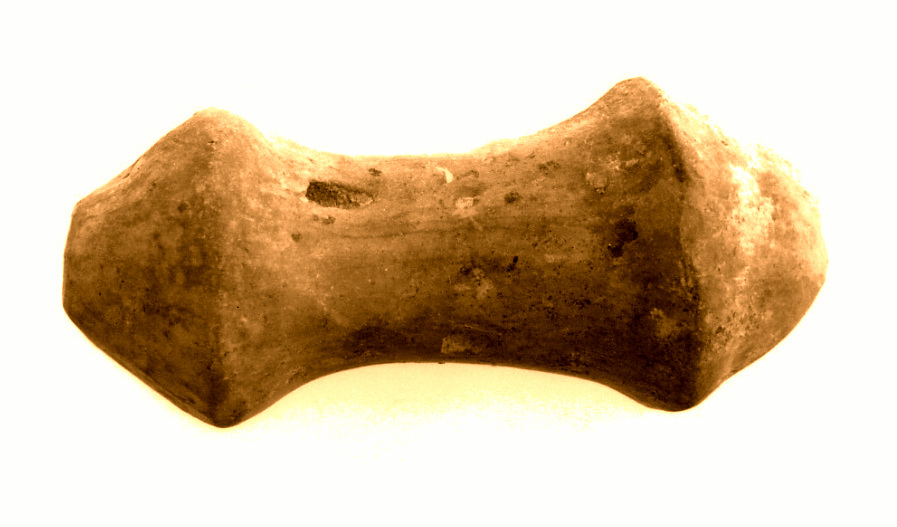
Rocchetto in terracotta risalente al VII sec. a.C. rinvenuto ad Ancona (Museo archeologico nazionale delle Marche)

Il rocchetto è uno strumento che venne inventato durante la Rivoluzione neolitica, ossia il passaggio da uno stile di vita di nomadismo, caccia e raccolta a uno di agricoltura, allevamento e sedentarietà. Segna quindi il passaggio dal Paleolitico al Neolitico e comporta anche la nascita di nuove attività e in particolare della filatura, e di nuovi strumenti, come il telaio e il fuso.
Da questo momento, in tutte le culture, si inizia la produzione dei rocchetti, legati all'attività tessile, in quanto necessari per poter avvolgere il filato. Quando in uno scavo archeologico si rinvengono dei rocchetti, si può dedurre che la civiltà che li ha prodotti praticava la filatura e la coltivazione di piante dalle quali si ottengono fibre tessili oppure l'allevamento di animali che ne producono. Archeologicamente, infatti, la presenza dei rocchetti è normalmente associata a fusaiole e a testimonianze dell'attività della pastorizia. Spesso i rocchetti erano realizzati in terracotta, al pari delle fusaiole.

## Struttura

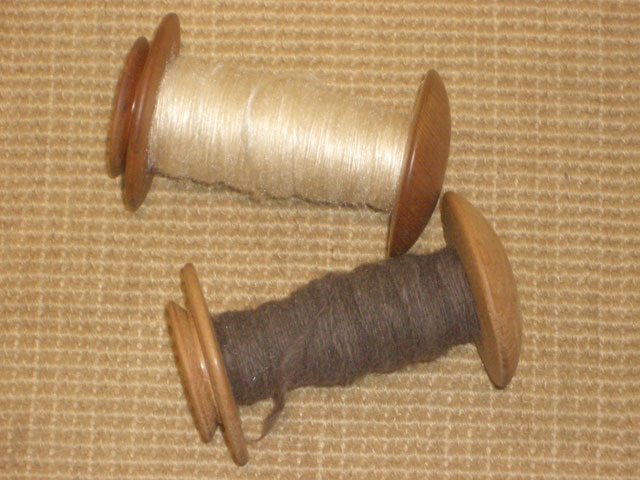
Vecchi rocchetti in legno per filerina

È costituito da un'anima cilindrica e da due ali poste alle due estremità dell'anima. L'anima è cava per permettere di infilare il rocchetto su un supporto dove può girare liberamente per permettere al filo di srotolarsi. La funzione delle ali, due dischi, è di contenere il filo impedendogli di cadere lateralmente e di ingarbugliarsi. Può essere costruito con metallo, legno, cartone, plastica o con la combinazione di più materiali, sovente uno per l'anima e un altro per le ali.
Presente fin dall'antichità lo possiamo vedere rappresentato negli affreschi Egizi o romani e sui vasi Greci.
Viene impiegato anche in elettrotecnica, per contenere e svolgere lunghi fili o cavi.

## Industria tessile

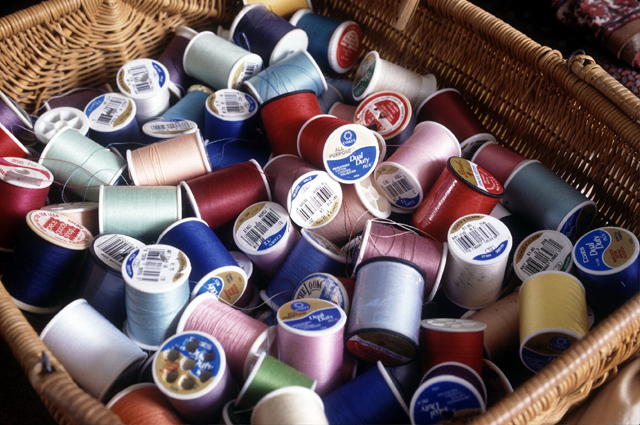
Rocchetti di filo per cucito

Come supporto del filato faceva parte di macchinari per la filatura, come il filatoio ad alette, e per la tessitura come la cantra. Oggi viene sostituito da formati più moderni come le rocche o le spolette.

## Fusello
Un tipo particolare di rocchetto è il fusello. I fuselli sono usati con il tombolo per la produzione di merletti pregiati.